# Дрегіч
Дрегіч (рум. Drăghici) — село у повіті Арджеш в Румунії. Входить до складу комуни Міхеєшть.
Село розташоване на відстані 113 км на північний захід від Бухареста, 32 км на північний схід від Пітешть, 132 км на північний схід від Крайови, 73 км на південний захід від Брашова.

## Населення
За даними перепису населення 2002 року у селі проживали 1172 особи. Усі жителі села рідною мовою назвали румунську.
Національний склад населення села:
| Національність | Кількість осіб | Відсоток |
| -------------- | -------------- | -------- |
| румуни         | 1164           | 99,3%    |
| цигани         | 7              | 0,6%     |